# Малый Краснояр
Малый Краснояр — деревня в Омутинском районе Тюменской области России. Входит в состав Большекрасноярского сельского поселения.

## История
До 1917 года в составе Омутинской волости Ялуторовского уезда Тобольской губернии. По данным на 1926 год состояла из 108 хозяйств. В административном отношении входила в состав Красноярского сельсовета Новозаимского района Тюменского округа Уральской области.

## Население
| 2010 |
| ---- |
| 43   |

По данным переписи 1926 года в деревне проживало 573 человека (265 мужчин и 308 женщин), в том числе: русские составляли 100 % населения.
Согласно результатам переписи 2002 года, в национальной структуре населения русские составляли 97 % из 65 чел.